# 소년 감독
"소년 감독"은 2008년에 개봉한 대한민국의 영화이다.

## 캐스팅
- 김영찬 : 상구 역
- 론다 리 잭트니 : 민희 역
- 윤제문 : 선생님 역
- 최여진 : 조교 역
- 김관우 : 해석 역
- 김상호 : 이장 역
- 김계옥 : 상구 할머니 역
- 전성훈 : 청년 상구 역
- 전인택 : 노을골 주민 역
- 조한희 : 채소 할머니 역
- 김용선 : 경상도 아줌마 역
- 임지수 : 화가 역
- 김성일 : 상구 아빠 역
- 정재진 : 사진관 할아버지 역 (특별출연)
- 최정우 : 청량리역 역직원 역 (특별출연)